# Clostridie
Clostridiile (Clostridium) (din cuvântul latin clostridium = fus mic; derivat din cuvântul latin clostr, sau greaca klōstēr = fus + cuvântul latin idium, sau greaca idion = mic) este un gen de bacterii saprofite sporulate Gram-pozitive, mai puține Gram-variabile, chemoorganotrofe (utilizează substanțele organice ca sursă de carbon pentru biosinteze și producere de energie), obligat anaerobe (se dezvoltă numai în absența completă a oxigenului), puține aerotolerante. Au o formă de bacili (în formă de bastonaș) sau fusiformă (în formă de fus) (0,3-1,9 μm lățime × 2,0-10,0 μm lungime) cu capetele rotunjite, dar se întâlnesc și forme cocoide sau filamentoase. Majoritatea speciilor sunt mobile cu flageli peritrihi. Produc endospori termorezistenți, care le permit să supraviețuiască în condiții adverse ale mediului (temperatură ridicată, uscăciune). Endosporii sunt sferici sau ovali dispuși terminali sau subterminali, care datorită diametrului lor mai mare decât corpul bacteriei deformează corpul bacterian (destind sporangele). Clostridiile au o răspândire aproape cosmopolită și cresc în mod normal în pământ, în apele dulci sau marine, în materialele organice în descompunere și fecale, unde joacă un rol important în procesul de putrefacție; sunt foarte active biochimic fermentând numeroase glucide, producând acizi și gaze, unele specii fixează azotul, iar altele descompun rapid proteinele; catalaza lipsește. Unele specii se găsesc și în tubul digestiv, atât la om, cât și la animale. Unele clostridii au o importanță biotehnologică, producând prin fermentație solvenți, gaze, acizi organici sau enzime utilizate în biocataliză. Toxina botulinică produsă de Clostridium botulinum este utilizată pentru tratamentul unor boli neuromusculare. Mai multe specii provoacă alterarea produselor alimentare. Câteva specii sunt patogene pentru oameni și animale; la om ele produc tetanosul (Clostridium tetani), botulismul (Clostridium botulinum), toxiinfecții alimentare și enterite necrozante (Clostridium perfringens), contaminarea plăgilor posttraumatice, gangrena gazoasă și edemul malign (Clostridium perfringens, Clostridium histolyticum, Clostridium septicum, Clostridium oedematiens = Clostridium novyi), colita pseudomembranoasă sau sindroame diareice post-antibioterapie (Clostridium difficile). La animale clostridiile provoacă cărbunele emfizematos sau cărbunele bacterian (Clostridium chauvoei), gangrene gazoase (Clostridium septicum), botulismul (Clostridium botulinum), tetanosul (Clostridium tetani), enterite (Clostridium perfringens). Speciile patogene pentru oameni și animale produc o serie de toxine care explică gravitatea infecțiilor produse. Toxina botulinică este cea mai puternică toxină cunoscută până în prezent.

## Habitatul și rezistența
Clostridiile sunt prezente în sol, mâl, intestinul omului și animalelor, de unde, eliminate cu materiile fecale ajung pe sol. Grație endosporilor supraviețuiesc timp îndelungat, unele specii chiar multiplicându-se în sol. Sunt specii mezofile, unele tulpini sunt termofile sau psihrofile. Formele vegetative ale clostridiilor nu sunt foarte rezistente în mediul extern în timp ce sporii au o rezistență ridicată; în mediul extern, la adăpost de radiațiile solare directe și de umezeală, sporii pot supraviețui zeci de ani. Sporii clostridiilor rezistă la fierbere cel puțin 5 minute, iar sporii unor specii mor la 105°C căldură umedă după 30 de minute sau chiar mai mult; dezinfectantele halogenate și glutaraldehida îi omoară în 2-3 ore, iar în formaldehidă și derivați fenolici, sporii pot rezista 4-5 zile.

## Metabolismul
Clostridiile sunt anaerobe (trăiesc într-un mediu lipsit de oxigen), cu puține specii aerotolerante. Sunt saprotrofe cu metabolism fermentativ, nu produc catalază. Unele specii fermentează zaharurile, altele proteolitice. Speciile zaharolitice și fermentative, produc acizi (butiric, acetic, propionic), gaze (CO2, H2 și uneori CH4), alcooli și acetonă. Speciile proteolitice degradează proteinele naturale sau coagulate producând putrefacții sau proteoliză mai completă. Cele mai multe clostridii coagulează și acidifică laptele turnesolat; unele specii digeră ulterior cheagul.

## Caractere de cultură
Clostridiile pot fi cultivate în laborator pe medii uzuale, incubate la 37°C, în anaerobioză, adică în recipiente etanșe în care aerul este înlocuit prin hidrogen sau azot cu 10% CO2. Cresc lent, sub formă de colonii (unele specii au caracter invaziv). Pe geloza sânge cele mai multe specii produc hemoliză beta. Diferențierea numeroaselor specii de clostridii se face pe baza fermentației zaharurilor și a metaboliților finali rezultați, capacităților proteolitice și altor teste biochimice.

## Sistematica

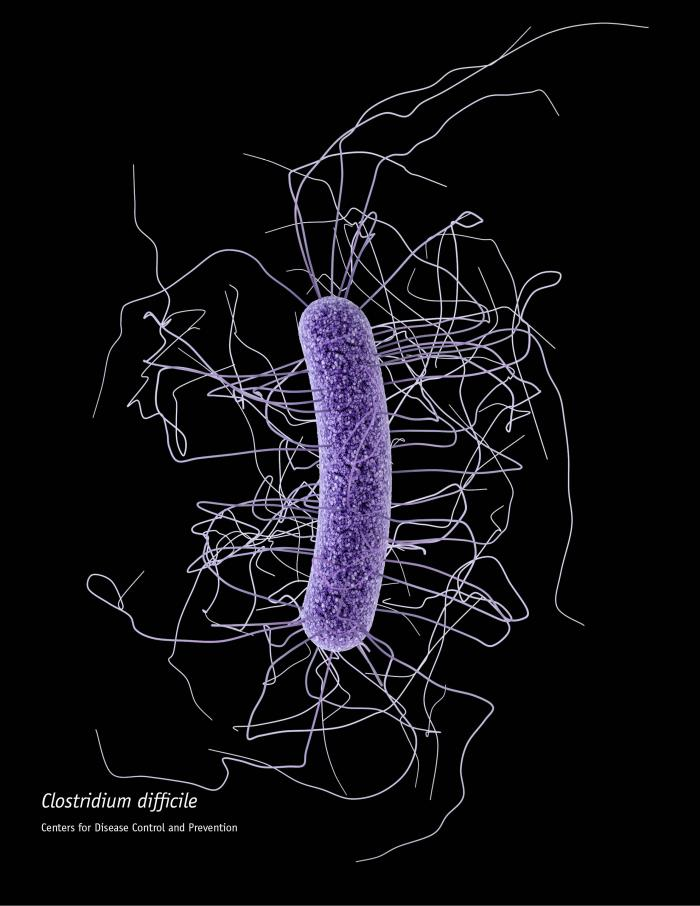
Ultrastructura bacteriei Clostridium difficile. Celula bacteriei se colorează Gram-pozitiv, are formă de bastonaș (bacil), cu o lăţime de 0,5–1,9 μm şi o lungime de 3,0–16,9 μm şi are flageli peritrihi (adică dispuşi pe întreaga suprafaţă a bacterii).

Genul Clostridium cuprinde peste 200 de specii de clostridii. Specia tip este Clostridium butyricum.

## Importanța medicală și industrială

### Importanța biotehnologică
Unele specii au o importanță biotehnologică, producând prin fermentație solvenți și gaze, acizi organici sau enzime pentru biocataliză. Clostridium acetobutylicum, Clostridium beijerinckii, Clostridium butyricum, Clostridium pasteurianum, Clostridium propionicum și Clostridium sporogenes produc prin fermentație diferiți acizi, alcooli și gaze: acidul acetic, acidul propionic, acidul lactic, acidul butiric, etanolul, acetona, 2-propanolul, 1, 2-propandiolul, 1,3-propandiolul și butanolul. Clostridium thermocellum, Clostridium thermosulfurogenes, Clostridium thermohydrosulfuricum și Clostridium thermosaccharolyticum sunt folosite ca surse de enzime industrial importante folosite în bioconversii și sinteze chimice fine precum și pentru degradarea pesticidelor și xenobioticelor;  printre enzimele obținute se numără celulazele, amilazele, pectinazele, proteinazele, colagenazele și altele; multe dintre aceste enzime au o stabilitate termică crescută.

### Toxina botulinică
Toxina botulinică (A și B) produsă de Clostridium botulinum este utilizată pentru tratamentul unor boli neurologice și musculare (strabism, paralizii oculomotorii recente, miopatie tiroidiană recentă, blefarospasm, spasm hemifacial, torticolis spasmodic, hiperhidroză axilară severă, spasticitatea membrului superior după accident vascular cerebral, înlăturarea ridurilor).

### Alterarea produselor alimentare
Mai multe specii de clostridii provoacă alterarea produselor alimentare. Clostridium tyrobutyricum și Clostridium butyricum provoacă alterarea gazoasă a brânzeturilor. Mai multe specii de clostridii psihrotrofe provoacă formarea de gaze în carnea refrigerată ambalată în vid și în alte produse alimentare. Clostridiile termofile (Clostridium bifermentans și Clostridium nigrificans) provoacă alterarea sulfidică a produselor alimentare conservate sau a alimentelor în condiții tropicale. Clostridiile acidofile (Clostridium pasteurianum, Clostridium butyricum și Clostridium thermosaccharolyticum) pot provoca alterarea gazoasă a produselor conservate și ambalate.

### Specii patogene
Câteva specii sunt patogene pentru oameni și animale. Clostridium botulinum agentul cauzal al botulismului; Clostridium tetani agentul cauzal al tetanosului. Un grup de specii  de clostridii (Clostridium perfringens, Clostridium histolyticum, Clostridium septicum, Clostridium oedematiens) au capacități invazive ale țesuturilor și provoacă gangrena gazoasă, edemul malign. Clostridium difficile este un patogen emergent și este agentul cauzal al unor sindroame diareice post-antibioterapie sau al enterocolitei pseudomembranoase. Unele specii (Clostridium tetani, Clostridium botulinum) produc exotoxine foarte puternice. Altele produc o serie de toxine care explică gravitatea infecțiilor produse. Spre exemplu, Clostridium perfringens produce, între altele, o α-toxină (fosfolipaza C - lecitinaza), toxina θ (perfringolizina), toxinele β, ε, ι care măresc permeabilitatea vasculară și au acțiune dermonecrotizantă, δ-toxina (hemolizină letală), κ-toxina (colagenază) etc.

## Legături externe
Materiale media legate de Clostridie la Wikimedia Commons